# Coolism productions
coolism productions（クーリズムプロダクションズ）は、2007年に正式発足した音楽事務所である。J-POPユニットparis matchのリーダーであるアーティスト杉山洋介が代表を務める。
アーティストマネジメント、レコーディングスタジオ運営、CDレーベルのcoolism recordsの運営などを行っている。